# Tall Ahmar (Ajn al-Arab)
Tall Ahmar (arab. تل أحمر) – wieś w Syrii, w muhafazie Aleppo, w dystrykcie Ajn al-Arab. W 2004 roku liczyła 1279 mieszkańców.